# Davis Phinney
Davis Phinney (Boulder, 10 juli 1959) is een voormalig Amerikaans wielrenner.

## Carrière
Hij werd in 1985 prof bij 7 Eleven en reed daar zes jaar. In die zes jaar is hij ploeggenoot geweest van onder meer Chris Carmichael, Frankie Andreu, Andy Hampsten, Steve Bauer, Eric Heiden, Dag Otto Lauritzen, Urs Zimmermann en Sean Yates. Daarna reed hij nog drie jaar voor de Amerikaanse Coors Light-ploeg. De rappe Phinney won onder meer twee etappes in de Tour de France.
Een aantal jaar nadat hij zijn actieve loopbaan had beëindigd, werd bij Phinney de ziekte van Parkinson vastgesteld. Middels de vervolgens opgerichte Davis Phinney Foundation probeert Phinney geld in te zamelen voor onderzoek naar de ziekte.
Phinney is getrouwd met de voormalig schaatsster en wielrenster Connie Carpenter. Ze hebben samen een zoon Taylor, die ook prof wielrenner is geweest, en een dochter Kelsey, die aan langlaufen doet.

## Belangrijkste overwinningen
1985
Eindklassement Ronde van Texas
1986
3e etappe Ronde van Frankrijk
Eindklassement Rocky Moutains Classic
Eindklassement Ronde van Texas
5e etappe Ronde van Baja Californië
Eindklassement Redlands Bicycle Classic
1987
12e etappe Ronde van Frankrijk
1988
5e etappe Ronde van Romandië
Eindklassement Ronde van Florida
1989
8e en 9e etappe Tour DuPont
1991
1e etappe Tour DuPont
 Amerikaans kampioen op de weg, elite

## Resultaten in voornaamste wedstrijden
| Jaar | Ronde van Italië | Ronde van Frankrijk | Ronde van Spanje |
| ---- | ---------------- | ------------------- | ---------------- |
| 1985 | 104e             |                     |                  |
| 1986 |                  | opgave (1)          |                  |
| 1987 |                  | opgave (1)          |                  |
| 1988 | 118e             | 105e                |                  |
| 1989 | opgave           |                     |                  |
| 1990 |                  | 153e                |                  |

| Jaar | Milaan-San Remo | Kuurne-Brussel-Kuurne |  | WK op de weg |
| ---- | --------------- | --------------------- |  | ------------ |
| 1985 | 21e             |                       |  |              |
| 1986 |                 |                       |  | 42e          |
| 1987 |                 |                       |  |              |
| 1988 |                 |                       |  |              |
| 1989 | 78e             |                       |  |              |
| 1990 | 94e             | Brons                 |  |              |